# 裴仲将
裴仲将（646年—719年3月17日），字亘，河东郡闻喜县（今山西省运城市闻喜县）人，纪王李慎第三女东光县主的丈夫，官至贝州刺史。

## 家世
- 曾祖：裴蕴，隋太常卿、御史大夫
- 祖父：裴爽，唐礼部员外郎
- 父亲：裴承嗣，唐怀州武德县令

## 历任官职
- 娶纪王李慎第三女东光县主李楚媛，拜许州许昌县令（今河南许昌）。
- 改任华州司功参军（今陕西华县）。
- 迁任魏州贵乡县令（今河北大名）。
- 任宁州司马（今甘肃宁县），加朝散大夫。
- 武则天永昌年间（689年），贬为潭州都督府法曹参军。
- 任婺州司仓参军、汾州孝义县令。
- 神龙元年（705年），唐中宗即位后，擢拜太子司议郎，不久任太子洗马、卫州长史。
- 迁任沁州刺史（今山西沁源县）。
- 加云麾将军，迁任左卫中郎将、右虞侯率、左宗卫率。
- 迁任右领军将军、右骁卫将军、东都副留守。
- 加银青光禄大夫、贝州刺史（今河北邢台市清河县）、上柱国、闻喜县开国公。
- 开元七年二月二十二日（719年3月17日），卒于洛阳县嘉庆里私第，年七十四。

## 子女
妻东光县主，有子女各十人：
- 长子裴翁庆，字茂先，资州资阳县令、豪州别驾
- 裴进，生左金吾卫长史裴利物。裴利物妻窦氏为驸马都尉窦延祚女
- 裴遇
- 裴遘
- 裴迈
- 裴迥，河南尹，赠工部尚书。生河南县令赐绯鱼袋裴胜。裴胜生朝请郎行太原府文水县尉裴諠
- 裴迅，生裴镐、原城府别将裴铣
- 裴氏，贾钦惠妻